# Burghfield
Burghfield est un village et une paroisse civile située à proximité de Reading dans la circonscription ouest du comté de Berkshire en Angleterre. 

## Usines d'armement
Pendant la Seconde Guerre mondiale, en 1940 débuta la construction de l'usine d'explosifs Royal Ordnance Explosives Filling Factory qui entre en production en  1942. En 1953, l'usine est rénovée pour la production de missiles atomiques, elle devient alors un établissement clé de l'arsenal nucléaire du Royaume-Uni - Atomic Weapons Establishment (AWE) - car elle réalise l'assemblage final des têtes nucléaires des missiles Trident, de leur maintenance et de leur démantèlement.
Le 2 mars 2015, des militants antinucléaires ont bloqué l'usine AWE de Burghfield.